# Friedrich von Hotze
Friedrich von Hotze, avstrijski general, * 20. april 1739, Richterswil, † 1799, Schänis (padel v boju).